# Koperkeelhoningzuiger
De koperkeelhoningzuiger (Leptocoma calcostetha; synoniem: Nectarinia calcostetha) is een zangvogel uit de familie Nectariniidae (honingzuigers).

## Verspreiding en leefgebied
Deze soort komt voor van Myanmar tot de Filipijnen en Java.